# هيلدر فيريرا (لاعب كرة قدم)
هيلدر فيريرا هو لاعب كرة قدم برتغالي في مركز نصف الجناح، ولد في 5 أبريل 1997 في فافي في البرتغال. لعب مع نادي بنفيكا.

## وصلات خارجية
- هيلدر فيريرا (لاعب كرة قدم) على موقع قاعدة بيانات كرة القدم.إي يو (الإنجليزية)
- هيلدر فيريرا (لاعب كرة قدم) على موقع Soccerway.com (الإنجليزية)